# Boletineae
Sous-ordre
Les Boletineae sont un sous-ordre de champignons de l’ordre des Boletales.

## Liste des familles et genres
Selon NCBI (2 novembre 2013) :
- famille des Boletaceae
  - genre Afroboletus
  - genre Aureoboletus
  - genre Austroboletus
  - genre Boletellus
  - genre Boletus
  - genre Borofutus
  - genre Bothia
  - genre Buchwaldoboletus
  - genre Chalciporus
  - genre Chamonixia
  - genre Fistulinella
  - genre Gastroboletus
  - genre Gastrosuillus
  - genre Harrya
  - genre Heimiella
  - genre Heliogaster
  - genre Leccinellum
  - genre Leccinum
  - genre Mycoamaranthus
  - genre Octaviania
  - genre Phylloboletellus
  - genre Phylloporus
  - genre Porphyrellus
  - genre Pseudoboletus
  - genre Pulveroboletus
  - genre Retiboletus
  - genre Rhodactina
  - genre Rossbeevera
  - genre Royoungia
  - genre Rubinoboletus
  - genre Sclerogaster
  - genre Solioccasus
  - genre Spongiforma
  - genre Strobilomyces
  - genre Sutorius
  - genre Tubosaeta
  - genre Tylopilus
  - genre Xanthoconium
  - genre Xerocomellus
  - genre Xerocomus
  - genre Zangia
- famille des Diplocystaceae
  - genre Diplocystis
- famille des Leucogastraceae
  - genre Leucogaster
  - genre Leucophleps